# Jurandyr Noronha
Jurandyr Passos Noronha (Juiz de Fora, 5 de março de 1916 – Rio de Janeiro, 10 de maio de 2015) foi um escritor, redator, roteirista, montador e diretor de cinema brasileiro.

## História
É autor de livros como “No tempo da manivela” (1987), “Pioneiros do cinema brasileiro” (1994), “Dicionário dos imigrantes do cinema brasileiro” (em edição, 2014). 
Em seu legado também estão os documentários "a evolução da arquitetura no Brasil", "Evolução dos transportes no Brasil", e "Minas, antiga e moderna", os três de 1942, Variações sobre música popular (1943). Roteirista, cinegrafista, montador e diretor do média-metragem "O esforço de Guerra do Brasil" (1944), "A volta dos Pracinhas" (1946). Diretor dos curtas-metragens para o INCE, Instituto Brasileiro do Cinema Educativo: "A medida do tempo" (1963), "O monumento" (1964), "Uma alegria Selvagem" (1965), "Panorama do cinema brasileiro” (1968), “Cômicos e mais cômicos” (1971) e “70 anos de Brasil” (1975). Rodou 36 filmes.
Redator da Revista "Cinearte", responsável pela seção "cinema de amadores" e "cinema educativo". Produtor de reportagens e produtor de "Cinédia-Jornal". Chefiou a seção de Adaptação do Serviço de Técnica cinematográfica do INCE, e foi representante do Ministério da Educação e Cultura no GEICINE, Grupo Executivo da Indústria Cinematográfica, e Chefe da Seção de Filmoteca do Instituto Nacional de Cinema.  